# Seillonnaz
Seillonnaz est une commune française, située dans le département de l'Ain en région Auvergne-Rhône-Alpes.

## Toponymie
Le z final ne sert qu'à marquer le paroxytonisme et ne devrait pas être prononcé dans sa langue d'origine.

## Géographie

### Climat
Pour des articles plus généraux, voir Climat d'Auvergne-Rhône-Alpes et Climat de l'Ain.
En 2010, le climat de la commune est de type climat de montagne, selon une étude du CNRS s'appuyant sur une série de données couvrant la période 1971-2000. En 2020, Météo-France publie une typologie des climats de la France métropolitaine dans laquelle la commune est exposée à un climat de montagne ou de marges de montagne et est dans la région climatique Alpes du nord, caractérisée par une pluviométrie annuelle de 1 200 à 1 500 mm, irrégulièrement répartie en été.
Pour la période 1971-2000, la température annuelle moyenne est de 10 °C, avec une amplitude thermique annuelle de 17,2 °C. Le cumul annuel moyen de précipitations est de 1 481 mm, avec 11 jours de précipitations en janvier et 8,2 jours en juillet. Pour la période 1991-2020, la température moyenne annuelle observée sur la station météorologique de Météo-France la plus proche, sur la commune de Montagnieu à 2 km à vol d'oiseau, est de 12,4 °C et le cumul annuel moyen de précipitations est de 1 099,9 mm,. Pour l'avenir, les paramètres climatiques de la commune estimés pour 2050 selon différents scénarios d'émission de gaz à effet de serre sont consultables sur un site dédié publié par Météo-France en novembre 2022.

## Urbanisme

### Typologie
Au 1er janvier 2024, Seillonnaz est catégorisée commune rurale à habitat très dispersé, selon la nouvelle grille communale de densité à 7 niveaux définie par l'Insee en 2022.
Elle est située hors unité urbaine et hors attraction des villes,.

### Occupation des sols
L'occupation des sols de la commune, telle qu'elle ressort de la base de données européenne d’occupation biophysique des sols Corine Land Cover (CLC), est marquée par l'importance des forêts et milieux semi-naturels (62,5 % en 2018), une proportion sensiblement équivalente à celle de 1990 (62 %). La répartition détaillée en 2018 est la suivante : 
forêts (62,5 %), prairies (37 %), cultures permanentes (0,5 %).
L'évolution de l’occupation des sols de la commune et de ses infrastructures peut être observée sur les différentes représentations cartographiques du territoire : la carte de Cassini (XVIIIe siècle), la carte d'état-major (1820-1866) et les cartes ou photos aériennes de l'IGN pour la période actuelle (1950 à aujourd'hui).

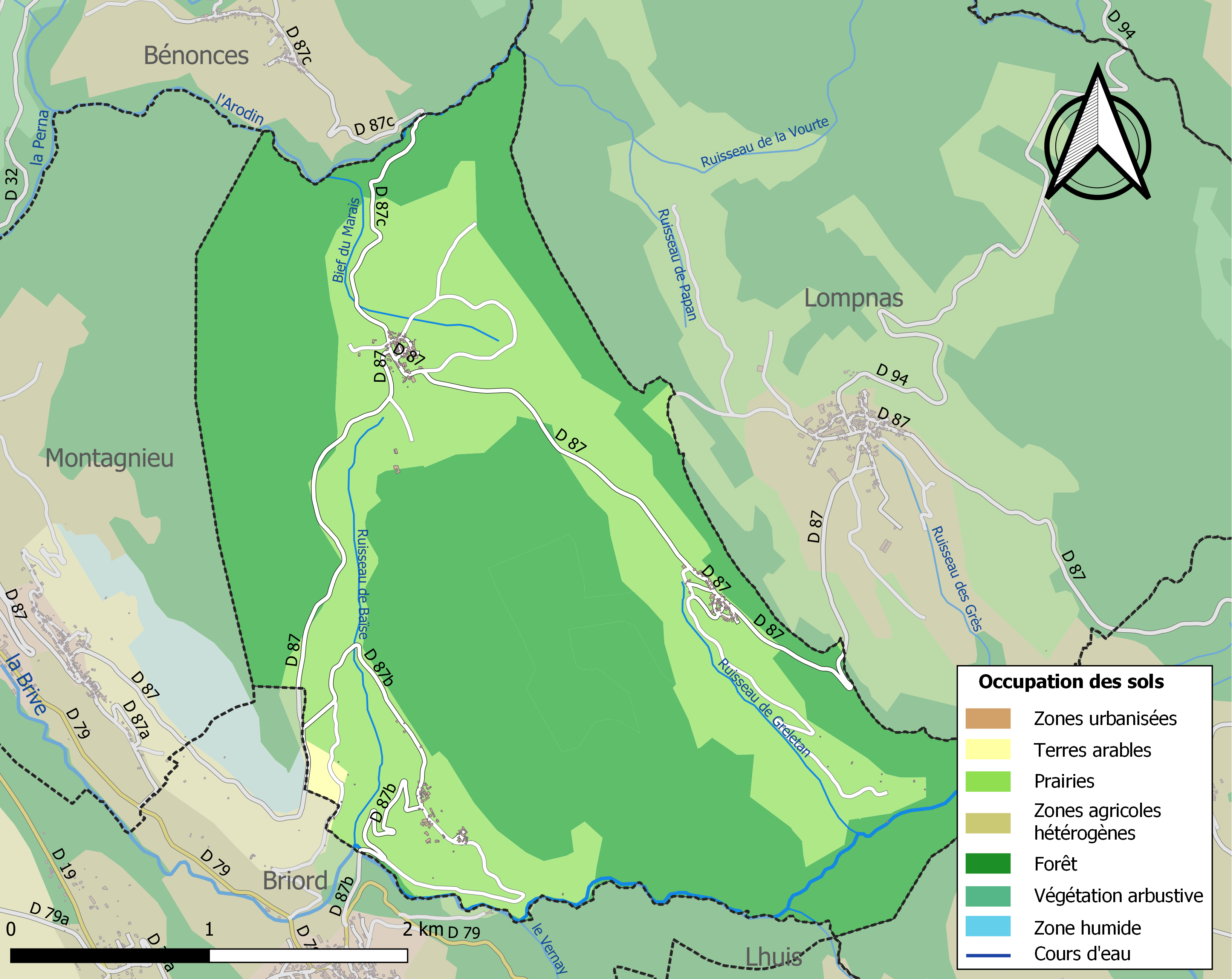
Carte des infrastructures et de l'occupation des sols de la commune en 2018 (CLC).

## Politique et administration

### Découpage territorial
La commune de Seillonnaz est membre de la communauté de communes de la Plaine de l'Ain, un établissement public de coopération intercommunale (EPCI) à fiscalité propre créé le 15 décembre 2002 dont le siège est à Chazey-sur-Ain. Ce dernier est par ailleurs membre d'autres groupements intercommunaux.
Sur le plan administratif, elle est rattachée à l'arrondissement de Belley, au département de l'Ain et à la région Auvergne-Rhône-Alpes. Sur le plan électoral, elle dépend du  canton de Lagnieu pour l'élection des conseillers départementaux, depuis le redécoupage cantonal de 2014 entré en vigueur en 2015, et de la cinquième circonscription de l'Ain  pour les élections législatives, depuis le dernier découpage électoral de 2010.

### Administration municipale

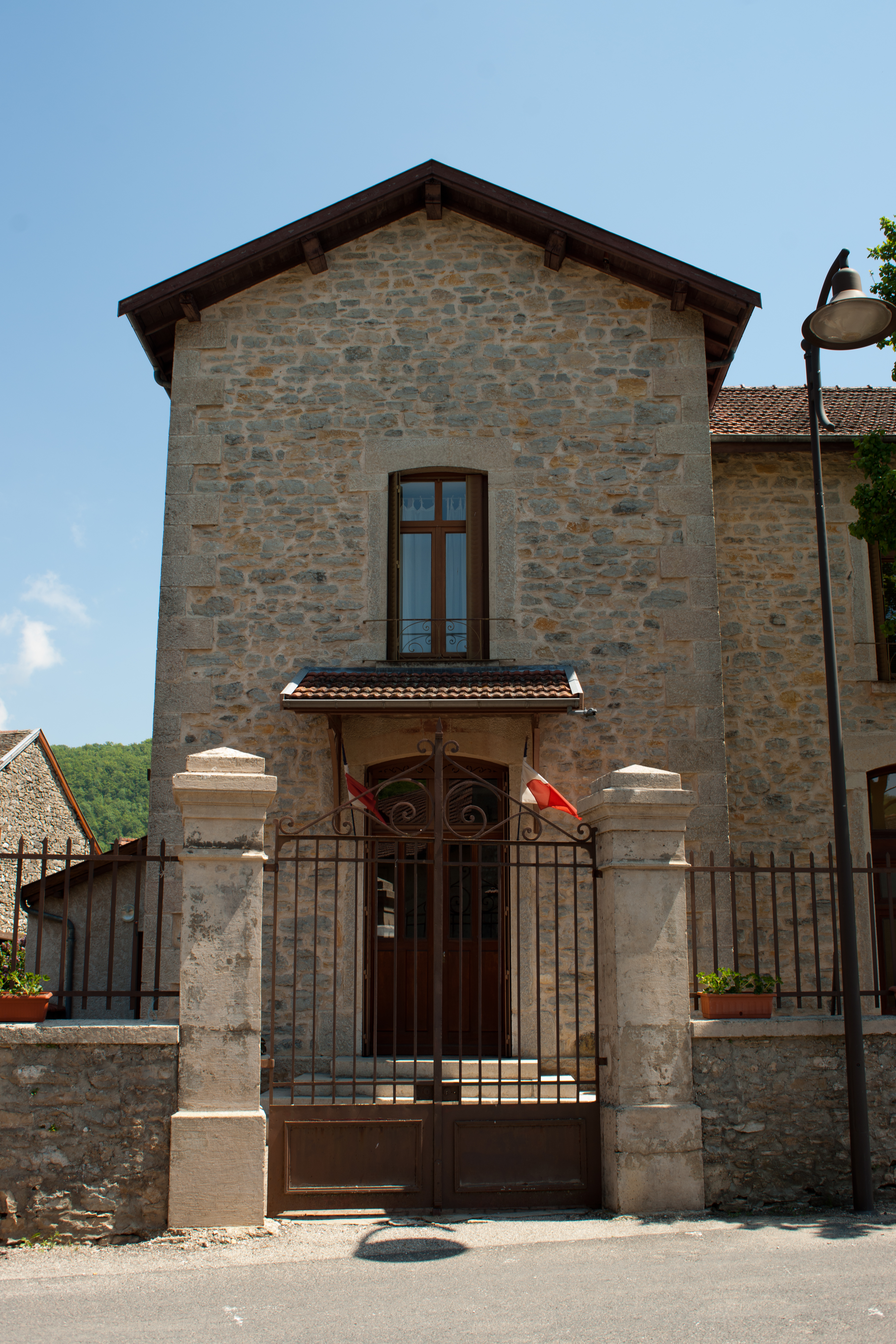
Mairie.

| Période    | Période  | Identité         | Étiquette | Qualité                                                         |
| ---------- | -------- | ---------------- | --------- | --------------------------------------------------------------- |
| avant 1981 | ?        | Aimé Trischetti  | MRG       | Agriculteur - Conseiller général du canton de Lhuis (1979-1985) |
| 1995       | 2008     | Josette Payet    |           | Réélue en 2001                                                  |
| 2008       | mai 2020 | Frédérique Borel |           | Sans profession déclarée                                        |
| mai 2020   | En cours | Agnès Ogeret     |           | Artisan                                                         |

### Résultats politiques
Élection présidentielle de 2012 à Seillonnaz - Premier tour
nombre d'inscrits : 147 

nombre de votants : 129 

nombre d'abstentionnistes : 18 

nombre de suffrages exprimés : 124 

nombre de votes blancs ou nuls : 5
Détail des résultats :

Nicolas Sarkozy (UMP)       = 31,45 % (39 voix) ;

François Hollande (PS)      = 20,97 % (26 voix) ;

Marine Le Pen (FN)          = 17,74 % (22 voix) ;

Jean-Luc Mélenchon (FG)     = 11,29 % (14 voix) ;

François Bayrou (MoDem)     = 10,48 % (13 voix) ;

Nicolas Dupont-Aignan (DLR) =  4,03 % (5 voix) ;

Éva Joly (EELV)             =  1,61 % (2 voix) ;

Nathalie Arthaud (LO)       =  0,81 % (1 voix) ;

Philippe Poutou (NPA)       =  0,81 % (1 voix) ;

Jacques Cheminade (S&P)     =  0,81 % (1 voix).
Élection présidentielle de 2012 à Seillonnaz - Deuxième tour
nombre d'inscrits : 147

nombre de votants : 131

nombre d'abstentionnistes : 16

nombre de suffrages exprimés : 120

nombre de votes blancs ou nuls : 11
Détail des résultats :

François Hollande (PS) = 51,67 % (62 voix) ;

Nicolas Sarkozy (UMP)  = 48,33 % (58 voix).

## Démographie
L'évolution du nombre d'habitants est connue à travers les recensements de la population effectués dans la commune depuis 1793. Pour les communes de moins de 10 000 habitants, une enquête de recensement portant sur toute la population est réalisée tous les cinq ans, les populations de référence des années intermédiaires étant quant à elles estimées par interpolation ou extrapolation. Pour la commune, le premier recensement exhaustif entrant dans le cadre du nouveau dispositif a été réalisé en 2007.

En 2022, la commune comptait 136 habitants, en évolution de −1,45 % par rapport à 2016 (Ain : +5,15 %, France hors Mayotte : +2,11 %).
| 1793 | 1800 | 1806 | 1821 | 1831 | 1836 | 1841 | 1846 | 1851 |
| ---- | ---- | ---- | ---- | ---- | ---- | ---- | ---- | ---- |
| 503  | 332  | 318  | 316  | 334  | 340  | 357  | 371  | 352  |

| 1856 | 1861 | 1866 | 1872 | 1876 | 1881 | 1886 | 1891 | 1896 |
| ---- | ---- | ---- | ---- | ---- | ---- | ---- | ---- | ---- |
| 344  | 330  | 332  | 328  | 327  | 325  | 301  | 309  | 264  |

| 1901 | 1906 | 1911 | 1921 | 1926 | 1931 | 1936 | 1946 | 1954 |
| ---- | ---- | ---- | ---- | ---- | ---- | ---- | ---- | ---- |
| 263  | 267  | 243  | 225  | 206  | 216  | 201  | 176  | 132  |

| 1962 | 1968 | 1975 | 1982 | 1990 | 1999 | 2006 | 2007 | 2012 |
| ---- | ---- | ---- | ---- | ---- | ---- | ---- | ---- | ---- |
| 143  | 123  | 108  | 120  | 120  | 123  | 141  | 143  | 141  |

| 2017 | 2022 | - | - | - | - | - | - | - |
| ---- | ---- | - | - | - | - | - | - | - |
| 137  | 136  | - | - | - | - | - | - | - |

## Lieux et monuments
- Château de la Serraz ou la Serra, à 1 km au sud du bourg. La maison forte est citée depuis 1337[20]. Il est partiellement inscrit au titre des monuments historiques.
- Église Saint-Pierre de Seillonnaz.
- Chapelle de Crept.